# Tessa Certijn
Tessa Certijn is een personage uit de Vlaamse ziekenhuisserie Spoed dat werd gespeeld door Twiggy Bossuyt. Ze was een vast gastpersonage in 2001.

## Personage
Tessa Certijn is missiezuster in Afrika. In seizoen 3 vormt ze een team met Luc Gijsbrecht en Cricri N'Koto, wanneer die er een tijdje voor Artsen zonder Grenzen komen werken. Plots wordt ze dodelijk ziek na een besmetting met een gevaarlijk virus. Luc en Cricri kunnen haar op het nippertje redden en ze is hen dan ook zeer dankbaar. Wanneer Luc en Cricri nadien terug naar België keren, belooft Tessa hen binnenkort eens te komen bezoeken.
Een tijdje later maakt Tessa haar opwachting op de spoeddienst van het AZ. Het is een blij weerzien met Luc en Cricri, en ze vraagt of ze er tijdens haar verlofperiode niet een tijdje als vrijwilliger mag komen werken. De directie gaat akkoord en Tessa gaat aan de slag, maar niet veel later raakt ze gewond tijdens een steekpartij. Ze komt er gelukkig goed vanaf, maar moet wel een tijdje in het ziekenhuis blijven. Wanneer ze voldoende hersteld is, neemt ze afscheid en keert ze terug naar Afrika.